# Garoto Cósmico
Garoto Cósmico é um longa-metragem de animação brasileiro, que estreou em 11 de janeiro de 2008, dirigido por Alê Abreu.
Foi o último filme em que o ator Raul Cortez participou, dublando o personagem Giramundos.
O filme teve a participação de diversos atores e cantores brasileiros, como Arnaldo Antunes, Vanessa da Mata, Wellington Nogueira e Belchior, nas vozes dos personagens.

## Produção
No começo da produção, Abreu fez um documentário sobre o mundo do circo, buscando inspiração para a direção de arte. O orçamento de R$2.000.000 foi obtido através do Programa de Fomento ao Cinema Paulisa, Programa Petrobras Cultural e Ancine. O filme foi feito em sete anos, com uma equipe de 15 pessoas.

## Sinopse
Cósmico (Aleph Naldi), Luna (Bianca Rayen) e Maninho (Mateus Duarte) vivem em um mundo futurista, o Alto universo, no ano 2973. Eles vivem no Mundo da Programação, onde as vidas são inteiramente programadas. Eles fazem o que lhes é destinado: estudar, comer, dormir e estudar mais. Uma noite eles se perdem no espaço, enquanto buscam obter mais pontos para ganhar um bônus na escola. Eles então descobrem um universo infinito, esquecido num pequeno circo, o Circo Giramundos, onde vivem novas experiências.

## Trilha sonora
A trilha sonora do filme é composta por Gustavo Kurlat e foi lançada pela Lua Music, contando com participações de Arnaldo Antunes, Vanessa da Mata, Belchior, entre outros.
1. Apresentação - Gustavo Kurlat
2. Gênese Canção dos Começos - Gustavo Kurlat
3. A Programação - Gustavo Kurlat
4. Hora Disso Hora Daquilo - Arnaldo Antunes e coro
5. Capitão Programação - Gustavo Kurlat e Rubem Feffer
6. Fuga - Gustavo Kurlat e Rubem Feffer
7. No Espaço - Gustavo Kurlat e Rubem Feffer
8. Planeta Girassol - Gustavo Kurlat e Rubem Feffer
9. A Trupe - Gustavo Kurlat
10. A Sombra do Massaroca - Gustavo Kurlat e Rubem Feffer
11. Encucações - Gustavo Kurlat
12. Tema do Camarim - Gustavo Kurlat
13. Vagão do Breu - Gustavo Kurlat e Rubem Feffer
14. Vagão Póim - Gustavo Kurlat e Rubem Feffer
15. Vagão do Céu - Gustavo Kurlat e Rubem Feffer
16. Vagão das Cócegas - Gustavo Kurlat e Rubem Feffer
17. Girassóis - Gustavo Kurlat
18. Diferenças - Gustavo Kurlat
19. Bacucada - Gustavo Kurlat
20. Trem de Boca - Gustavo Kurlat e Rubem Feffer
21. Hora do Game - Gustavo Kurlat e Rubem Feffer
22. Lamento da Bola - Gustavo Kurlat e Rubem Feffer
23. Resgate - Gustavo Kurlat e Rubem Feffer
24. O Segredo do Giramundos - Gustavo Kurlat e Rubem Feffer
25. A Batalha das Bocadas - Gustavo Kurlat e Rubem Feffer
26. Será o Fim? - Gustavo Kurlat
27. Garoto Cósmico - Gustavo Kurlat e Rubem Feffer
28. Um Trem para o Céu - Gustavo Kurlat e Rubem Feffer
29. A Trupe (Forró) - Gustavo Kurlat
30. Créditos - Gustavo Kurlat e Rubem Feffer

## Voz Original
Aleph Naldi - Cósmico
Bianca Rayen -  Luna
Mateus Duarte - Maninho
Raul Cortez - Giramundos
Vanessa da Mata - Bailarina
Belchior - Záz-Tráz
Wellington Nogueira - Já-Já
Márcio Seixas - Capitão Programação
Gustavo Kurlat - Perna
Vera Vilela - Apresentadora Space TV